# 阿部敦
阿部 敦（日语：／ Abe Atsushi，1981年3月25日—）是日本男性聲優。隸屬於賢Production。出生於栃木縣。

## 概要

### 經歷
- 本身喜歡戲劇和動畫片，對"聲優"這個職業有興趣。高中時參加了戲劇部，高中畢業後在4年制大學中修讀經濟。大學畢業後，考慮到「如果想成為聲優的話，現在是最後的機會」，一邊打工一邊在東京廣播學院就讀。此後，該學院進行的合約制聲優徵選中，被賢Production附屬，聲優養成學校スクールデュオ錄取。畢業於該培養所後，從屬於賢Production。
- 2007年『守護甜心』中扮演相馬空海，為第一次扮演的主要角色，之後於2008年『亡念之扎姆德』中扮演竹原明之，『魔法禁書目錄』中扮演上条當麻，一連在兩部作品中擔當主角。並在動畫『亡念之扎姆德』的電台節目中第一次擔當主持。
- 2010年3月6日，榮獲第4回聲優獎新人男演員獎。

## 人物

### 興趣
- 喜歡的女性類型是身形小巧玲瓏的人。比較喜歡巨乳。在『魔法禁書目錄』聲優座談會表示喜歡的角色為月詠小萌， 因此之後在廣播『魔法禁書目録』被共同演出者井口裕香和佐藤利奈和主持人說是蘿莉控。（該廣播第22回）再被井口稱為「boin喜好」。本人也喜歡大方地把姐姐。
- 很會喝酒，本人說除了紅酒以外其他的都沒問題。（廣播『魔法禁書目録』第4回）
- 2009年的目標是「早睡早起」。是很快就能入睡的類型。過去曾有連續熬夜三天累得熟睡，醒來確認日期發現睡了連續30小時。（『魔法禁書目錄』聲優座談會）
- 特技是彈鋼琴。

### 交友關係
- 和代永翼交情很好。
- 與岡本信彥因共同演出的次數很多而關係很好，在岡本的部落格中也有和阿部與其他男聲優一起拍攝的合照。

## 演出作品

### 電視動畫
2006年
- こてんこてんこ（係員B）
- コヨーテ ラグタイムショー（アレックス）
- NANA（男）

2007年
- 結界師（#19 同學、#38 少年）
- 守護甜心!（相馬空海）

2008年
- 你是主人我是僕（刺客2）
- 今日大魔王第三季（親信、部下、業者、刺客、士兵、學生、白鴉、真魔國士兵）
- 武裝機甲（學生）
- 死後文（小竹透）
- 守護甜心!!心跳（相馬空海）
- 泰坦尼亞（兵士、操作員、男孩子、諜報員 他）
- 魔法禁書目錄（上条當麻）
- TIGER×DRAGON！（男學生A、男子A）
- 隱王（風魔忍）
- 世界毀滅 〜毀滅世界的六人〜（機關人偶兵）
- 亡念的薩姆德（竹原明之）

2009年
- 神劍好小子（男學生C）
- 豹頭王傳說（マリウス）
- 初戀限定。（學生）
- 科學超電磁砲（上条當麻）
- 戰鬥司書系列（里茲力＝卡隆）
- 守護甜心!派對!（相馬空海）
- 鋼之鍊金術師 BROTHERHOOD（少年）

2010年
- 無法掙脫的背叛（人形C）
- 刀語（鑢一根）
- 王牌投手 振臂高揮 ～夏季大會篇～（矢野淳、男子、小林投手）
- 會長是女僕大人（深谷陽向）
- B型H系（小須田崇）
- 戰鬥陀螺 鋼鐵奇兵 爆（吉歐・阿畢斯）
- 爆漫王（真城最高）
- 更多出包王女（古手川遊）
- 魔法禁書目錄II（上条當麻）
- 嬌蠻貓娘大橫行！（學生、男子）
- 夢色蛋糕師（莫里斯）

2011年
- GOSICK（安普羅茲）
- BLOOD-C（鞘總逸樹）
- 爆漫王。2（真城最高）
- 最後流亡-銀翼的飛夢-（海涅）
- 卡片戰鬥先導者（雀森蓮）

2012年
- Another（榊原恒一）
- 足球騎士（勅使河原）
- 冰菓（羽場智博）
- 無賴勇者的鬼畜美學（海堂元春）
- 卡片戰鬥先導者 亞洲巡迴賽篇（雀森蓮）
- 爆漫王。3（真城最高）
- 鄰座的怪同學（昌弘）
- 天才黃金腦～神之謎（阿諾）

2013年
- 頭文字D Fifth Stage（乾信司）
- 科學超電磁砲S（上条當麻）
- 飆速宅男（泉田塔一郎）

2014年
- 卡片戰鬥先導者 雙鬥搭檔篇（雀森蓮）
- 頭文字D Final Stage（乾信司）
- 飆速宅男 GRANDE ROAD（泉田塔一郎）
- 名偵探柯南（杉松）※第811話「自首的搞笑藝人（後篇）」

2015年
- 聖劍使的禁咒詠唱（達爾科）
- Go！Princess 光之美少女（藍原裕樹）
- 境界之輪迴（戀未練男子）
- 雙槍激鬥（風澄徹）
- 銀魂°（長宗我部）
- 出包王女DARKNESS 2nd（古手川遊）
- 群居姐妹（仲野晴輝）
- 鑽石王牌（福井健斗）

2016年
- 排球少年！！第二季（中島猛）
- NORN9 命運九重奏（鈴原空汰）
- 粗點心戰爭（鹿田九）
- 莉露莉露妖精～妖精之門～（奧利弗、費什、雷昂老師、小白、菌子、くもも、富瑞特）
- 迷家（冰結的審判、職員B、評論人（男））
- TABOO TATTOO－禁忌咒紋－（王）
- 神裝少女小纏（手塚秀夫[1]）

2017年
- CHAOS;CHILD（川原雅司）
- 飆速宅男 NEW GENERATION（泉田塔一郎）
- BORUTO-火影新世代-NARUTO NEXT GENERATIONS-（山中井陣）
- 妖怪公寓的優雅日常（稻葉夕士）
- 夢幻慶典（五月女智景）
- Animation x Paralympic：誰是你的英雄？（ユウキ）

2018年
- IDOLiSH7 偶像星願（逢坂壯五[2]）
- 飆速宅男 GLORY LINE（泉田塔一郎）
- 粗點心戰爭2（鹿田九）
- Fate/EXTRA Last Encore（岸波白野（男性））
- BORUTO-火影新世代-NARUTO NEXT GENERATIONS-（白絕〈生體兵器〉）
- Planet With（黑井宗矢[3]）
- Free!-Dive to the Future-（早船羅密歐[4]）
- 魔法禁書目錄III（上条當麻）
- 火之丸相撲（潮火之丸[5]）
- 尤利西斯 貞德與鍊金騎士（拉·特雷穆瓦耶）

2019年
- 叛逆性百萬亞瑟王 第2期（傭兵亞瑟）
- 胡蝶綺 ～少年信長～（河尻與一、織田信清）
- 星合之空（藤田璋）

2020年
- IDOLiSH7 偶像星願-Second BEAT!（逢坂壯五）
- 科學超電磁砲T（上条當麻）
- 超異域公主連結 Re:Dive（佑樹）
- 名侦探柯南（近藤拓海）
- ARGONAVIS from BanG Dream! ANIMATION（早坂纊平）
- 光之戰記 -ZUERST-（伊曼諾爾）

2021年
- 給不滅的你（新）
- IDOLiSH7 偶像星願-Third BEAT!（逢坂壯五）

2022年
- 超異域公主連結 Re:Dive Season 2（佑樹[6]）
- 秘密內幕～女警的反擊～（墨田）
- 名偵探柯南（別府亮太）
- BORUTO-火影新世代-NARUTO NEXT GENERATIONS-（製作人、木葉町的人們、轆轤）
- 飆速宅男 LIMIT BREAK（泉田塔一郎）
- 給不滅的你 Season2（新）
- POP TEAM EPIC（第2期）（PIPI美、水獺、うにゅ丸、店員PIPI美〈第10話B段〉）

2023年
- 異世界悠閒農家（街尾火樂[7]）
- 被解僱的暗黑士兵（30多歲）開始了慢生活的第二人生（巴修巴札[8]）
- 淪落者之夜（華生[9]）
- REVENGER（手裏劍與太郎）
- 冰劍的魔術師將要統一世界（艾文·伯恩斯坦）
- 16bit的感動 ANOTHER LAYER（六田守[10]）
- 聖劍學院的魔劍使（尼法可思·佛德洛）

2024年
- 百千家的妖怪王子（八渦）
- 終末的火車前往何方？（老大）
- 狼與辛香料 MERCHANT MEETS THE WISE WOLF（吉堯姆·艾凡[11]）
- 2.5次元的誘惑（阿修福德）
- 青之驅魔師 雪之盡頭篇（川中）

2025年
- 9-nine- 支配者的王冠（新海翔[12]）

### OVA
2009年
- 聖鬥士星矢 THE LOST CANVAS 冥王神話（獨角獸星座耶人）

2010年
- 科學超電磁砲 EX（上条當麻）
- 眼鏡女友（田中徹）

2011年
- 聖鬥士星矢 THE LOST CANVAS 冥王神話 第二章（獨角獸星座耶人）

2013年
- 鄰座的怪同學 鄰座的極道同學（MABO）※漫畫12卷附贈DVD特裝版

### 劇場版動畫
2012年
- 伏 鐵砲娘的捕物帳（日语：伏 鉄砲娘の捕物帳）（報幕人）

2013年
- 劇場版 魔法禁書目錄 -安迪米昂的奇蹟-（上条當麻）

2015年
- 火影忍者劇場版：慕留人（山中井陣）

2020年
- 愛情可以分割嗎？（國江田計）

2023年
- 劇場版IDOLiSH7-偶像星願- LIVE 4bit BEYOND THE PERiOD（逢坂壯五[13]）

2025年
- IDOLiSH7-偶像星願- First BEAT! 劇場總集篇 前篇（逢坂壯五[14]）
- IDOLiSH7-偶像星願- First BEAT! 劇場總集篇 後篇（逢坂壯五[14]）

### 網路動畫
2008年
- 亡念之扎姆德（竹原明之）

2016年
- 哨聲響起 重配版（藤代誠二）[15]
- 夢幻慶典R（五月女智景）

2018年
- 異世界居酒屋～古都阿伊特力亞的居酒屋阿信～（漢斯）[16]

2021年
- みにヴぁん ら〜じ（雀森蓮）

### 遊戲
- 魔法禁书目录系列（上条当麻）
- 守護甜心系列（相馬空海）
- Last Escort - Club Kayze -（亞沙斗）
- PSP王者天下 一騎鬥千之劍（李信）
- Steal（小林明日叶）
- 鬼畜眼鏡R（藤田）
- 電擊學園RPG：女神的十字架（上条當麻）
- 頭文字D ARCADE STAGE 7 AA X（乾信司）
- 頭文字D ARCADE STAGE 8 Infinity（乾信司）
- 星際火狐64 3D（羅伯64、安德魯·奧伊柯尼、比爾·克雷）
- Dragon Nest（勇者大衛）
- 時間復興（伊凡、亞當）
- IDOLiSH7（逢坂壮五）
- NORN9  命運九重奏  （鈴原空汰）
- 為了誰的鍊金術師（ヴェテル）
- 食之契約（燒餅、閃電泡芙、可樂）
- 超異域公主連結 Re:Dive（佑樹/主人公）
- 明日方舟（斑點、Castle-3）
- 七龙珠群雄（人造人英雄/尼姆）
- 超级七龙珠群雄（人造人英雄/尼姆）
- Fate/EXTELLA LINK（岸波白野（男性））
- 偶像★進行曲（宗方厚）
- Crash Fever（上条當麻）
- オンエア！（雨知祭利）
- 夢王國與沉睡中的100位王子殿下（盧法斯）
- 食物語（符離集燒雞）
- 寶可夢大師（黑連）
- 乖離性百萬亞瑟王（傭兵亞瑟）
- Fire Emblem Heroes（羅賓）
- 物語葉的處方藥（諾佐米）
- 魔法科高中的劣等生 Reloaded Memory（上条当麻）
- 刀劍亂舞（水心子正秀）
- 雙槍激鬥（風澄徹）
- 絕區零（哲）
- Fate/EXTRA Record（岸波白野（男性））
- Fate/Grand Order（岸波白野（男性））

### 有聲漫畫
2007年
- CLOTH ROAD 服裝戰鬥師（法克斯）

2008年
- CRASH!（赤松順平）
- 王者天下（成蟜）
- 死神監察官雷堂（日语：死神監察官雷堂）（鳥居翼）

2009年
- MoMo 歡迎來到終末庭園（那凪）

2010年
- 影子籃球員（小金井慎二）
- THE NEXT SHEET of MAPS 機械女神傳說（日语：マップス ネクストシート）（麻生河七勇太）

2011年
- 千金小姐新嫁娘（日语：お嬢様はお嫁様。）（空木）

2014年
- SOUL CATCHER(S)（刻阪響）

2017年
- まろに☆えーる（日语：まろに☆えーる）（足利命）

2021年
- 炎眼的獨眼巨人（炎眼的獨眼巨人）

2023年
- （阿納爾德）

2024年
- 兒時好友是個傲嬌被虐狂（百瀨都）
- Green Green Greens（八枝崎珀）
- 冥天餐廳（薔薇園蛾太郎）

### 廣播劇
- 蟹工船（佐藤健吉）
- 神的記事本（藤島鳴海）
- Fate/EXTRA（岸波白野）
- 冰結鏡界的伊甸（榭爾提斯·瑪格那·伊爾）
- 王樣老師（涉谷亞希）
- 如果30歲還是處男，似乎就能成為魔法師（安達清）

## 外部連結
- 阿部敦的X（前Twitter）（日語）
- 個人部落格：果報は寝て待つ （页面存档备份，存于）
- 賢Production網頁的個人介紹 （页面存档备份，存于）